# Andrea Guasch
Andrea Guasch (Barcelona, 20 de dezembro de 1990) é uma atriz espanhola.

## Biografia
Andrea Guasch começou sua carreira artística com dois anos de idade, ao interpretar como protagonista em um anúncio publicitário. Aos 4 anos começou a se formar em dança clássica e jazz, hip-hop, breakdance claqué e contemporâneo. Em outubro de 2007 superou com nota "Merit" (notável) a prova de nível "intermediaria" da Royal Academy of Dance.Passou alguns anos como modelo na publicidade interpretando em quase dez anúncios para iniciar, seguidamente, como atriz. Ela realizou, desde os 9 anos até os dias de hoje, numerosos cursos e seminários de interpretação, canto e dublagem em vários centros especializados: Escola Memory, Eólia, Magatzem d’Arts, Aules.
Atuou como atriz em várias obras de teatro: La extraña señora Vernon (2002), Mulato (2002), as obras de William Shakespeare (2003), El lladre de fantasies (2003), Arsénico por compasión (2004). Também trabalhou nos musicais Annie, el musical (2002) e Peter Pan, el musical (2003) nos telemóvies Dalí etre Dieu (2001) y L’orquestra de les estrelles (2002) e nos longa-metragens Seeing Double (2002) y "El juego del ahorcado" (2007). Interpretou também em diferentes seriados como Javier ya no vive solo (2003),DeModa (2004), El Comisario (2005), Ellas y el sexo débil (2006), MIR (2007), Hospital Central (2007), Cuenta Atrás (2007) y Cuéntame cómo pasó (2007). Entre os meses de junho e agosto de 2006 protagonizou a série juvenil no Disney Channel, em sua primeira temporada, com a gravação de 52 capítulos. Em abril de 2007 participou no evento internacional Disney Channel Games 2007 celebrado em Orlando, E.U.A, no "Partido de Fútbol". Neste mesmo ano em Junho-julho, e novembro-dezembro, protagonizou a segunda temporada de Disney Channel com 52 novos capítulos. Em janeiro de 2008 cantou a versão em espanhol da canção Nada es loparece ser, música da série do Disney Channel Os Feiticeiros de Waverly Place. Esta canção foi realizada em vídeo Clip que se popularizou neste canal. Em Abril de 2008 Andrea tornou a participar do Disney Channel, protagonizando a terceira temporada de "Os Feiticeiros de Waverly Place"  com 40 novos capítulos apresentado no Disney Channel desde 22 de setembro de 2008.
Andrea Guasch fala inglês, espanhol e catalão.